# Boschi di miombo angolani
I boschi di miombo angolani sono un'ecoregione dell'ecozona afrotropicale, definita dal WWF (codice ecoregione: AT0701), che occupa gran parte dell'Angola e una piccola regione del sud-ovest della Repubblica Democratica del Congo.

## Territorio
È un'ecoregione di savana che occupa una superficie di 660.100 km². Confina ad ovest con la savana e boscaglie della scarpata angolana, a nord con il mosaico di foresta e savana del bacino occidentale del Congo, a nord-est con il mosaico di foresta e savana congolese meridionale, ad est con i boschi di miombo dello Zambesi centrale, la foresta secca zambesiana a Cryptosepalum e la prateria dello Zambesi occidentale, a sud e a sud-est con i boschi di Baikiaea dello Zambesi, e a sud-ovest con i boschi di mopane angolani, la savana alberata della Namibia e il deserto del Kaokoveld. Comprende al suo interno il mosaico montano di foreste-praterie dell'Angola. Si estende su una regione di altopiani e colline ondulate dell'Angola centrale, nel bacino dei fiumi Cubango e Zambesi, ad est della catena di colline che corre parallela alla costa atlantica e a nord del deserto del Kalahari, spingendosi fino alle foreste pluviali del Congo. Ha un clima tropicale, più umido di quello della savana circostante, con piogge che cadono soprattutto durante i mesi estivi più caldi (novembre-marzo).

## Flora
La vegetazione è costituita da una savana alberata umida caratterizzata da alberi a foglie caduche. Tra queste aree si estende una prateria aperta. Tre specie di alberi dominano questa boscaglia di miombo: Brachystegia, Julbernardia e Isoberlinia. All'ombra degli alberi vi è una ricca varietà di altre specie vegetali, mentre le zone di prateria della regione si sviluppano su un terreno sabbioso. Una particolare caratteristica delle boscaglie di miombo è la loro vulnerabilità agli incendi, in quanto la regione è asciutta per la maggior parte dell'anno.

## Fauna
La fauna della regione comprende un gran numero di specie di uccelli e mammiferi, tra cui l'antilope nera gigante (Hippotragus niger variani). Tra i mammiferi endemici vi è il topo arrampicatore di Vernay (Dendromus vernayi). Tra le specie di maggiori dimensioni figurano la giraffa (Giraffa giraffa), il tragelafo striato (Tragelaphus scriptus), il cefalofo azzurro (Philantomba monticola) e il cefalofo dorso giallo (Cephalophus silvicultor) nelle zone di steppa arbustiva, il sitatunga (Tragelaphus spekii) e il cobo (Kobus ellipsiprymnus) nelle zone più umide, e il damalisco comune (Damaliscus lunatus) nelle praterie.
Altri grandi mammiferi presenti nell'ecoregione sono l'ippopotamo (Hippopotamus amphibius), la zebra comune (Equus quagga) e i loro predatori, come il leone (Panthera leo), il leopardo (P. pardus), il ghepardo (Acinonyx jubatus), il licaone (Lycaon pictus), lo sciacallo striato (Canis adustus) e la iena maculata (Crocuta crocuta), nonché carnivori più piccoli come il gatto selvatico (Felis silvestris), il serval (Leptailurus serval), il caracal (Caracal caracal) e la genetta dell'Angola (Genetta angolensis). Prima che scoppiasse la guerra civile negli anni settanta, l'area ospitava grandi popolazioni di elefanti e rinoceronti neri, ma questi animali sono scomparsi quasi del tutto, vittima dei bracconieri.
L'unica specie endemica tra gli uccelli è la cisticola codasottile (Cisticola melanurus), ma l'avifauna è abbastanza ricca. Dopo le piogge, nelle zone umide si possono trovare la cannaiola maggiore (Acrocephalus rufescens), la cloropeta gialla (Iduna natalensis), la cisticola cinguettante (Cisticola pipiens), il tessitore di Bocage (Ploceus temporalis), la cicogna sellata (Ephippiorhynchus senegalensis), il marabù (Leptoptilos crumenifer), l'airone golia (Ardea goliath) e la gru caruncolata (Grus carunculata).
Gli anfibi sono meno comuni. Ad essi appartengono due specie endemiche di rana, Hildebrandtia ornatissima e Leptopelis anchietae, nonché un'altra diffusa quasi interamente in questa regione, Hyperolius vilhenai.
Infine, nella boscaglia di miombo termiti e bruchi, entrambi molto numerosi, giocano un importante ruolo nel mantenere il terreno libero dalle foglie.

## Popolazione
Tra i principali paesi e città di questa regione vi sono Kuito, Menongue and Luena, tutte pesantemente danneggiate dalla guerra civile che è imperversata in Angola dal 1975 al 2002.

## Conservazione
La terribile e duratura guerra civile ha provocato immensi danni a questo ambiente, lasciando esposte le foreste al bracconaggio e alla deforestazione incontrollata; ovviamente, durante questo periodo, la conservazione non era una delle principali priorità del governo. Anche a causa di questo conflitto, l'area non è stata ancora studiata approfonditamente dagli scienziati. Tuttavia la boscaglia non è minacciata dalla deforestazione per far spazio all'agricoltura o dall'industria del legname, poiché, oltre alle conseguenze della guerra, anche altri fattori limitano l'insediamento umano nella regione: il suolo sabbioso, infatti, non consente l'agricoltura, e i boschi e le praterie sono infestati dalla mosca tse-tse. Alcune aree di foresta, però, sono state distrutte, ad esempio alla periferia delle città o anche altrove, dall'estrazione mineraria di superficie.
Un certo numero di parchi nazionali dell'Angola sono situati in quest'area, ma per lunghi periodi di tempo dovettero tutti essere lasciati a sé stessi a causa dei combattimenti. Uno di questi in particolare, il parco nazionale di Cangandala, costituisce un importante rifugio per l'antilope nera gigante.